# Alfa Romeo 182
L'Alfa Romeo 182 fu una vettura di Formula 1 utilizzata dalla Alfa Romeo nel campionato mondiale di Formula 1 1982.

## La vettura
La 182, progettata da Gérard Ducarouge, fu una delle prime Formula 1 con telaio in fibra di carbonio. La scocca fu prodotta dall'azienda inglese Advanced Composites.
Al Gran Premio del Belgio scese in pista per la prima volta la 182B, più stretta di 12 cm, con nuove minigonne e nuovo scarico.
Al Gran Premio d'Italia De Cesaris testò la 182T, una 182 modificata con un motore turbo V8.

## Stagione

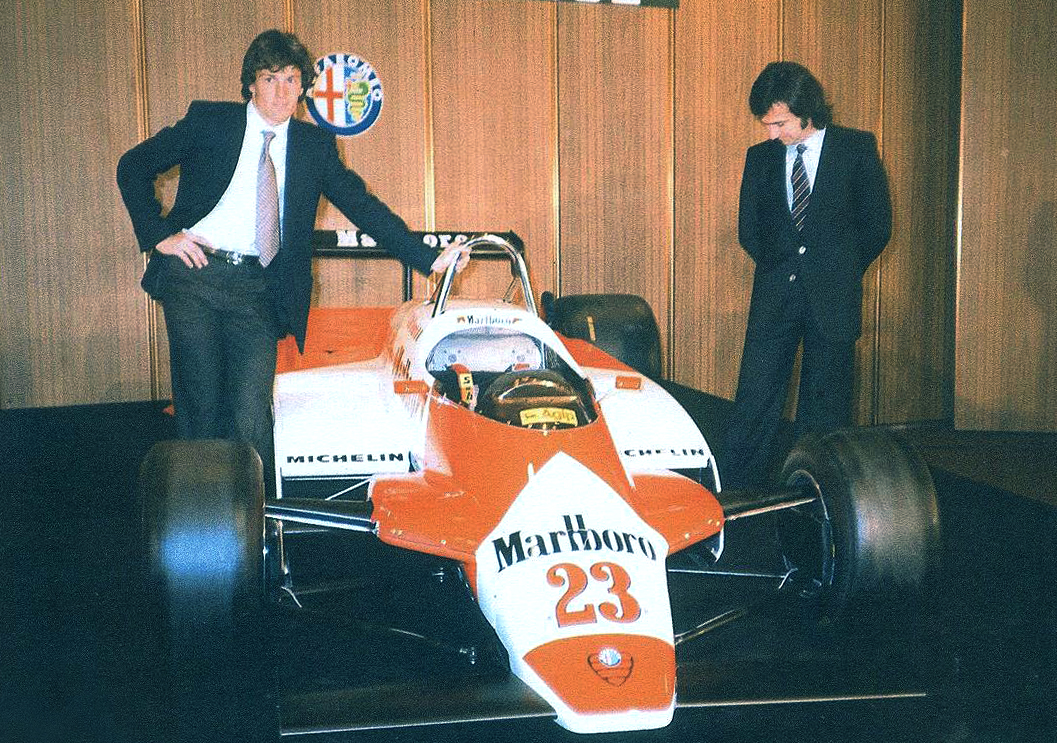
De Cesaris e Giacomelli alla presentazione dell'Alfa Romeo 182

L'Alfa Romeo 182 fece il suo debutto al Gran Premio del Brasile 1982, dopo che al Gran Premio del Sudafrica vennero utilizzate due 179 della stagione precedente.
Nella gara successiva, presso il circuito cittadino di Long Beach, Andrea De Cesaris ottenne la pole position alla velocità media di 141,331 km/h divenendo il più giovane di sempre a partire dalla prima posizione; in gara ebbe un incidente al trentatreesimo giro mentre si trovava secondo. Il miglior risultato in gara venne ottenuto in un altro gran premio cittadino, quello di Monaco, caratterizzato da un'escalation di ritiri senza precedenti, a seguito dei quali De Cesaris si ritrovò in testa, ma rimase senza benzina nel giro finale; non tagliò il traguardo, ma venne egualmente classificato terzo. Lo stesso scenario si è ripetuto in Canada quando De Cesaris era al terzo posto prima di esaurire il carburante e classificarsi sesto.

## Risultati in Formula 1
| Anno | Team                     | Motore          | Gomme | Piloti     |  |     |     |     |     |     |     |     |     |     |     |     |     |    |     |    | Punti | Pos. |
| ---- | ------------------------ | --------------- | ----- | ---------- |  | --- | --- | --- | --- | --- | --- | --- | --- | --- | --- | --- | --- | -- | --- | -- | ----- | ---- |
| 1982 | Marlboro Team Alfa Romeo | Alfa Romeo 1260 | M     | De Cesaris |  | Rit | Rit | Rit | Rit | 3   | Rit | 6   | Rit | Rit | Rit | Rit | Rit | 10 | 10  | 9  | 7     | 10º  |
| 1982 | Marlboro Team Alfa Romeo | Alfa Romeo 1260 | M     | Giacomelli |  | Rit | Rit | Rit | Rit | Rit | Rit | Rit | 11  | 7   | 9   | 5   | Rit | 12 | Rit | 10 | 7     | 10º  |

| Legenda | 1º posto     | 2º posto | 3º posto    | A punti         | Senza punti/Non class.  | Grassetto – Pole position Corsivo – Giro più veloce |
| Legenda | Squalificato | Ritirato | Non partito | Non qualificato | Solo prove/Terzo pilota | Grassetto – Pole position Corsivo – Giro più veloce |